# Heliophanus mucronatus
Heliophanus mucronatus là một loài nhện trong họ Salticidae.
Loài này thuộc chi Heliophanus. Heliophanus mucronatus được Eugène Simon miêu tả năm 1901.